# Andrew Capobianco
Pour les articles homonymes, voir Capobianco.
Andrew Capobianco est un plongeur américain né le 13 octobre 1999 à Mineola, dans l'État de New York. Il a remporté avec Michael Hixon la médaille d'argent de l'épreuve de tremplin à 3 m synchronisé aux Jeux olympiques d'été de 2020 à Tokyo.